# Raja (ort i Sydsudan)
Raja eller Raga är en ort i Sydsudan, huvudort i länet med samma namn. Den ligger i delstaten Western Bahr el Ghazal, i den västra delen av landet, 800 kilometer nordväst om huvudstaden Juba.